# تشيب تايلور
تشيب تايلور (بالإنجليزية: Chip Taylor)‏ هو مغني ومنتج أسطوانات وموسيقي ومغن مؤلف أمريكي، ولد في 21 مارس 1940 في يونكيرس في الولايات المتحدة.

## وصلات خارجية
- تشيب تايلور على موقع IMDb (الإنجليزية)
- تشيب تايلور على موقع روتن توميتوز (الإنجليزية)
- تشيب تايلور على موقع ميوزك برينز (الإنجليزية)
- تشيب تايلور على موقع ميوزك برينز (الإنجليزية)
- تشيب تايلور على موقع أول موفي (الإنجليزية)
- تشيب تايلور على موقع أول ميوزيك (الإنجليزية)
- تشيب تايلور على موقع ديسكوغز (الإنجليزية)
- تشيب تايلور على موقع قاعدة بيانات الفيلم (الإنجليزية)